# Kekal
Kekal — индонезийская рок-группа, играющая в стилях христианский блэк-метал, авангард-метал и прогрессив-метал, созданная в 1995 году в Джакарте. Kekal была одной из первых хеви-метал групп из Индонезии, которые вышли на международный уровень, и, по словам социолога хэви-метала Кита Кана-Харриса, была одной из немногих экстремальных метал-групп из Юго-Восточной Азии, которые когда-либо производили впечатление на мировой арене. Группа была основана двумя музыкантами, известными как Yeris и Newbabe, но претерпела некоторые изменения в составе в первые годы своего существования, и вскоре образовался постоянный состав из трех участников: гитариста/вокалиста Джеффа Арвади, басиста Ажара Леви Сиантури и гитариста Лео Сетиавана. Kekal часто квалифицируют как блэк-метал, прогрессив-метал и авангард-метал, но группа играет в очень широком спектре музыкальных стилей, с элементами других музыкальных жанров, таких как эмбиент, электронная музыка, джаз-фьюжн и прогрессивный рок. За время своего существования Kekal перешли от хеви-метала к более экспериментальному и электронному звучанию. За свою карьеру группа выпустила одиннадцать полноформатных альбомов, три EP, несколько сборников и совместных альбомов, а в 2004 году участвовала в европейском туре. По состоянию на 12 августа 2009 года все ключевые участники официально покинули Kekal, но продолжают создавать новый материал.

## История

### Ранние годы (до 2002)
История Kekal началась в 1990 году, когда 16-летний музыкант Джефф Арвади создал, как он её сам называет, «панк-трэш-метал»-группу под названием Obliteration с некоторыми из своих школьных друзей, но Джефф покинул эту группу в 1991 году, чтобы лучше научиться играть на гитаре. Kekal была официально образована 15 августа 1995 года. Название Kekal было придумано Newbabe и по-индонезийски означает «бессмертный» или «вечный». Группа задумывалась как одноразовый проект и наняла вокалиста Harry, чтобы помочь записать демо из четырех песен. Это демо начало распространяться и привлекло внимание будущего гитариста Лео, который ранее играл в кавер-группах Metallica и Megadeth.
В июне 1996 года Ажар Сиантури присоединился к Kekal, и группа записала свое первое официальное демо под названием Contra Spiritualia Nequitiae. По словам Джеффа, демо было записано в его спальне на 4-дорожечный магнитофон Fostex X-28 и на микрофон за 2 доллара. С помощью подпольных кругов торговцев пленками и местных фанзинов запись вскоре привлекла внимание метал-сцены за пределами Индонезии и Юго-Восточной Азии, и несколько звукозаписывающих лейблов начали предлагать сделки. Позже в том же году Лео Сетиаван присоединился к группе, и в апреле 1997 года Kekal начали записывать свой дебютный альбом Beyond the Glimpse of Dreams, выпущенный в 1998 году. Альбом был лицензирован и выпущен двумя звукозаписывающими лейблами, что позволило Kekal стать известными на международном уровне, особенно в андеграундных металлических кругах Европы и Северной Америки. Гарри покинул группу после этой записи, а оставшееся трио выпустило Embrace the Dead в следующем году. Джефф выразил разочарование этим альбомом, как в стилистике, которая была намеренно сделана для привлечения более широкой аудитории, так и в сессиях записи, которые вдохновили на название следующего альбома группы The Painful Experience (с англ. — «Болезненный опыт»). В следующем году группа поучаствовала в трибьют-альбоме Living Sacrifice с кавером на песню «Mind Distant». В октябре 2001 года был выпущен третий альбом группы The Painful Experience. Лео Сетиаван покинул группу перед записью альбома и переехал в Мельбурн, Австралия, но он значился в буклете альбома как гитарист. В 2002 году группа была сведена до дуэта и записала сплит-альбом с голландской группой Slechtvalk для записи сплит-альбома под названием Chaos & Warfare, а также записала кавер-версию «God Rest You Merry, Gentlemen» для сборника Brutal Christmas: The Season in Chaos.

## Состав

### Бывшие участники
- Джефф Арвади — гитара, вокал, программирование, драм-машина, сэмплы и лупы (1995—2009)
- Ажар Леви Сиантури — бас-гитара, вокал (1996—2009)
- Лео Сетиаван — гитара (1996—2001, 2005—2009)
- Harry — вокал (1995—1998)
- Невин «Newbabe» Атмарумекса — бас-гитара, вокал (1995—1996, 2004—2005)
- Yeris — гитара, вокал (1995—1996)

## Дискография
- 1998 — Beyond The Glimpse of Dreams
- 1999 — Embrace The Dead
- 2001 — The Painful Experience
- 2003 — 1000 Thoughts of Violence
- 2005 — Acidity
- 2007 — The Habit of Fire
- 2008 — Audible Minority
- 2010 — 8
- 2012 — Autonomy
- 2015 — Multilateral
- 2018 — Deeper Underground
- 2020 — Quantum Resolution